# Gestel (Frankrijk)
Gestel is een gemeente in het Franse departement Morbihan in de regio Bretagne. Gestel maakt deel uit van het arrondissement Lorient en is een van de 25 gemeenten in het gemeentelijk samenwerkingsverband Lorient Agglomération.De gemeente telde 2.569 inwoners op 1 januari 2022.

## Geografie
De oppervlakte van Gestel (Frankrijk) bedraagt 6,25 vierkante kilometer; Op 1 januari 2022 was de bevolkingsdichtheid 411 inwoners per km².

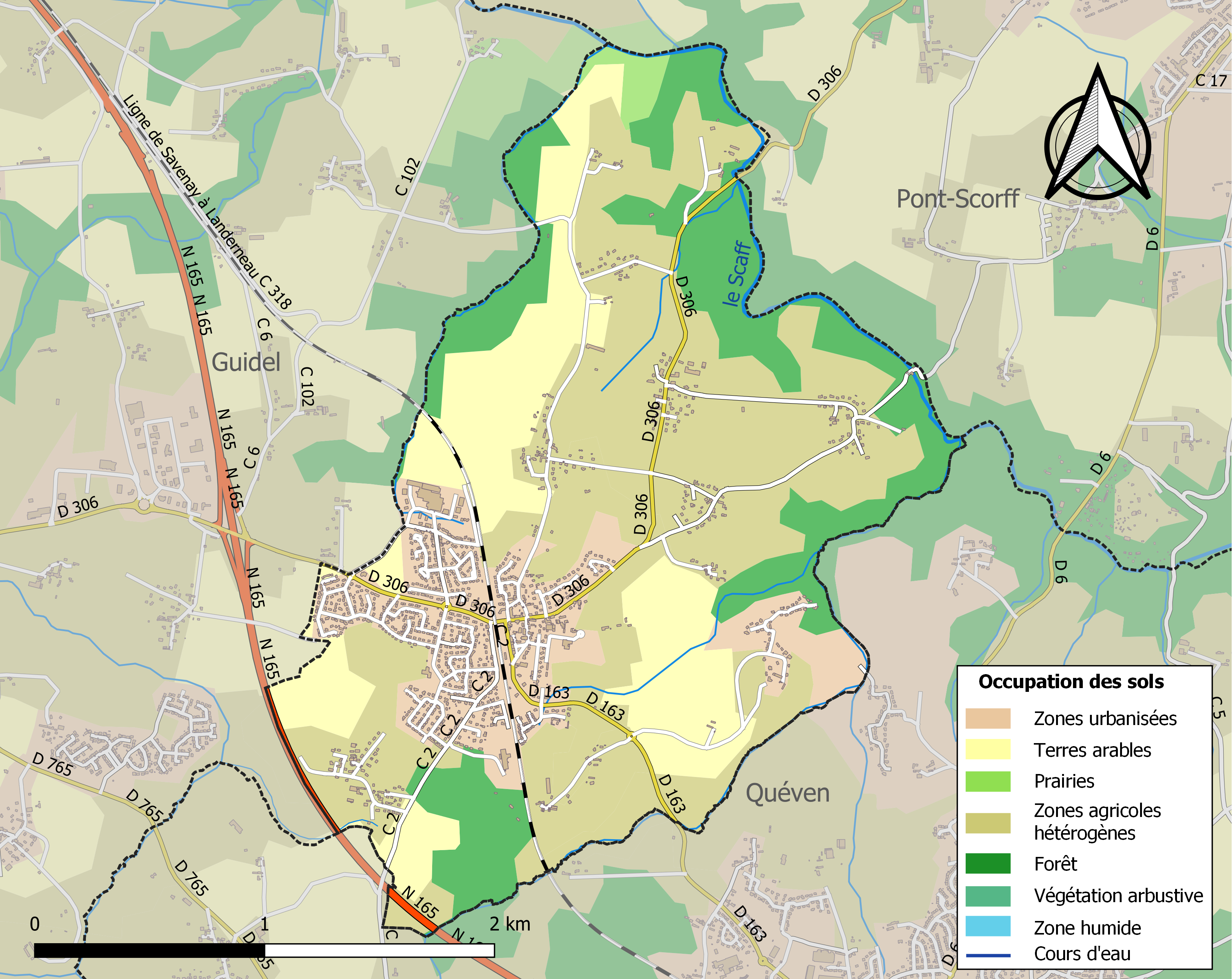
Kaart van de gemeente met de belangrijkste infrastructuur, bodemgebruik en omliggende gemeenten

## Verkeer
In de gemeente ligt de spoorweghalte Gestel.

## Demografie
Onderstaande figuur toont het verloop van het inwonertal.